# Chhetrum

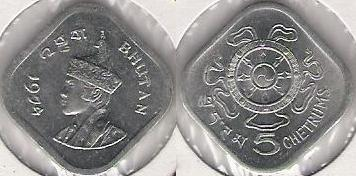
5 Chhetrum

Der Chhetrum (offizielle Schreibweise bis 1979: Chetrum; Abkürzung: CH, bhutanisch ཕྱེད་ཏམ phyed tam) ist die Untereinheit der bhutanischen Währung Ngultrum mit 1 Ngultrum = 100 Chhetrum. Es gibt Münzen zu 5, 10, 25 und 50 Chhetrums.
Die Bezeichnung Chetrum (abgekürzt CH) geht auf die Narayani Rupie von Cooch Behar zurück.

## Geschichte
Ursprünglich wurde der Chetrum im Wert einer halben Indischen Rupie ausgeprägt. Später sank er aber zu einer Kupfermünze im Wert von etwa einer Paisa (der hundertste Teil einer Rupie) herab.
Mit der Einführung der Dezimalwährung 1957 wurde die Bhutanische Rupie in 100 Naye Paise unterteilt.
Nachfolger wurde 1974 der Ngultrum, der in 100 Chetrum (Paise) unterteilt wurde. 1979 wurde der Name in Chhetrum geändert.
Nach wie vor ist die bhutanische Währung im Verhältnis 1:1 an die Indische Rupie gekoppelt, weshalb ein Chhetrum einer indischen Paisa entspricht.